# Carpathia
RMS Carpathia byl zaoceánský cestovní parník společnosti Cunard Line postavený v proslulých loděnicích Swan Hunter & Wigham Richardson. Její kýl byl položen v roce 1902, na hladinu byla spuštěna o rok později. Společnost Cunard Line přidělila Carpathii na transatlantické linky. Její jméno vstoupilo do dějin mořeplavby poté, co 15. dubna 1912 podnikla riskantní rychlou jízdu přes ledovcové pole, aby zachránila 705 osob ze ztroskotaného Titanicu.

## Potopení
Carpathia 15. července 1918 opustila Liverpool na plavbu do Bostonu, na palubě bylo 57 pasažérů a 166 členů posádky. Carpathia byla součástí konvoje s dalšími 6 loďmi, konvoj měly chránit eskortní torpédoborce britského námořnictva. Brzy ráno 17. července torpédoborce konvoj opustily. O tři a půl hodiny později, v 9:15, vyslala ponorka U-55 německého válečného námořnictva první torpédo mířené na Carpathii. Torpédo zasáhlo příď na levoboku, ihned vzápětí bylo vypáleno druhé, které zasáhlo strojovnu. Kapitán Carpathie, William Prothero, dal příkaz k opuštění lodi. Zbytek konvoje místo opustil. Když se již všechny osoby nacházely na záchranných člunech, U-55 se vynořila a Carpathii zasáhla třetím, posledním torpédem. Chvíli na to se na místo dostavil HMS Snowdrop, který zachránil přeživší. Carpathia pod vodní hladinu klesla jednu a tři čtvrtě hodiny po zásahu prvním torpédem v 11:00. Katastrofu nepřežilo 5 členů posádky, přežilo 218 z 223 osob na palubě. Loď se potopila 190 kilometrů od ostrova Fastnet Rock. 
V roce 2000, 82 let po potopení, Clive Cussler oznámil že jeho organizace NUMA vrak našla v hloubce 150 metrů. 